# Глід Палляса
Глід Палляса, глід Стевена як Crataegus steveniana (Crataegus pallasii) — вид рослин із родини трояндових (Rosaceae). Синоніми: Oxyacantha pallasii (Griseb.) M.Roem., Crataegus beckeriana Pojark., Crataegus laciniata Stev., Crataegus monogyna var. nigra Pallas, Crataegus steveniana Stankov & Taliev..

## Біоморфологічна характеристика
Кущ 1–1.5 метра. Листки глибоко, майже середньої жилки розсічені на 5—7—9(11) лопатей. Плоди 10–12 мм завдовжки, світло-червоні, з легкою поволокою. Період цвітіння: квітень і травень.

## Середовище проживання
Зростає в Криму, Україна, у пд.-євр. ч. й на Північному Кавказі, Росія.
В Україні вид зростає на сухих схилах, узліссях світлих лісів — у Криму, розсіяно (на ПБК, досить звичайно); декоративний.